# مسعود حاجي أخوندزاده
مسعود حاجي أخوندزاده (بالفارسية: مسعود حاجی آخوندزاده) (من مواليد 29 أبريل 1978) هو لاعب جودو من إيران.
شارك في دورة الألعاب الآسيوية 2006 في الدوحة بقطر.

## روابط خارجية
- مسعود حاجي أخوندزاده على موقع الفيدرالية الدولية للجودو (الإنجليزية)
- مسعود حاجي أخوندزاده على موقع JudoInside.com (الإنجليزية)
- مسعود حاجي أخوندزاده على موقع AllJudo.net (الفرنسية)
- مسعود حاجي أخوندزاده على موقع اللجنة الأولمبية الدولية (الإنجليزية)
- مسعود حاجي أخوندزاده على موقع أوليمبيديا (الإنجليزية)